# Tiger (hash)
Tiger je hašovací funkce, kterou v roce 1995 navrhli Ross Anderson a Eli Biham. Tato funkce produkuje kontrolní součet, neboli hash o délce 192 bitů, popř. 128 či 160 u verzí Tiger/128 a Tiger/160 (u těchto verzí se hash získává zkrácením z původní délky 192 bitů). Používá se pro kontrolu integrity souborů nebo ukládání hesel.
Tiger2 je varianta funkce Tiger, která používá stejné zakončení vstupních dat, jako funkce MD5 či SHA-1, oproti mírně odlišnému zakončení dat v původní funkci Tiger. Oficiální specifikace funkce Tiger2 dosud nebyla publikována.

## Použití
Tiger se často používá v tzv. Merklově hashovém stromě, kde je označován jako TTH (Tiger Tree Hash). TTH se používá například v mnoha P2P aplikacích, např. Direct Connect nebo Gnutella.

## Příklady
Otisk 43bitového znakového řetězce (vyjádřený v hexadecimálním zápisu):
```
 Tiger("The quick brown fox jumps over the lazy dog") =
 6d12a41e72e644f017b6f0e2f7b44c6285f06dd5d2c5b075

 Tiger2("The quick brown fox jumps over the lazy dog") =
 976abff8062a2e9dcea3a1ace966ed9c19cb85558b4976d8
```

Stačí malá změna vstupního řetězce, aby byl otisk úplně odlišný (např. změňme d na c):
```
 Tiger("The quick brown fox jumps over the lazy cog") =
 a8f04b0f7201a0d728101c9d26525b31764a3493fcd8458f

 Tiger2("The quick brown fox jumps over the lazy cog") =
 09c11330283a27efb51930aa7dc1ec624ff738a8d9bdd3df
```

Nulový vstupní řetězec produkuje následující kontrolní součet:
```
 Tiger("") =
 3293ac630c13f0245f92bbb1766e16167a4e58492dde73f3

 Tiger2("") =
 4441be75f6018773c206c22745374b924aa8313fef919f41
```

## Kolize
- Aktuální stav kryptoanalýzy funkce Tiger Update on Tiger Hash Function